# Bejit Gad
Bejit Gad es un deportista egipcio que compitió en golbol. Ganó dos medallas en los Juegos Paralímpicos de Verano, bronce en Seúl 1988 y bronce en Barcelona 1992.

## Palmarés internacional
| Juegos Paralímpicos | Juegos Paralímpicos  | Juegos Paralímpicos | Juegos Paralímpicos |
| Año                 | Lugar                | Medalla             | Competición         |
| ------------------- | -------------------- | ------------------- | ------------------- |
| 1988                | Seúl (Corea del Sur) | Medalla de bronce   | Torneo masculino    |
| 1992                | Barcelona (España)   | Medalla de bronce   | Torneo masculino    |